# سدریک گیبنز
سدریک گیبنز (انگلیسی: Cedric Gibbons؛ ۲۳ مارس ۱۸۹۳ – ۲۶ ژوئیهٔ ۱۹۶۰) یک کارگردان هنری اهل ایالات متحده آمریکا بود.وی از ۳۹ بار نامزدی جایزه اسکار موفق به کسب ۱۱ جایزه اسکار شده است.

## جایزه اسکار

### برنده جایزه اسکار برای بهترین کارگردان هنری
- پل سن لوئیس ری (۱۹۲۹)
- The Merry Widow (1934)
- غرور و تعصب (۱۹۴۰)
- شکوفه در غبار (۱۹۴۱)
- چراغ گاز (۱۹۴۴)
- یک سالگی (۱۹۴۶)
- زنان کوچک (۱۹۴۹)
- یک آمریکایی در پاریس (۱۹۵۱)
- بد و زیبا (۱۹۵۲)
- ژولیوس سزار (۱۹۵۳)
- کسی آن بالا مرا دوست دارد (۱۹۵۷)

### نامزد جایزه اسکار برای بهترین کارگردان هنری
- When Ladies Meet (1933)
- رومئو و ژولیت (۱۹۳۶)
- زیگفلد کبیر (۱۹۳۶)
- فتح (۱۹۳۷)
- ماری آنتوانت (۱۹۳۸)
- جادوگر شهر از (۱۹۳۹)
- Bitter Sweet (1940)
- When Ladies Meet (1941)
- برداشت محصول تصادفی (۱۹۴۲)
- مادام کوری (۱۹۴۳)
- Thousands Cheer (1943)
- Kismet (1944)
- ولوت ملی (۱۹۴۴)
- تصویر دوریان گری (۱۹۴۵)
- مادام بوواری (۱۹۴۹)
- دانوب سرخ (۱۹۴۹)
- آنی تفنگت را می‌گیرد (۱۹۵۰)
- Too Young to Kiss (1951)
- کجا می‌روی (۱۹۵۱)
- The Merry Widow (1952)
- لیلی (۱۹۵۳)
- The Story of Three Loves (1953)
- Young Bess (1953)
- Brigadoon (1954)
- اتاق مدیرعامل (۱۹۵۴)
- فردا گریه خواهم کرد (۱۹۵۵)
- مدرسه اوباش و اراذل (۱۹۵۵)
- شور زندگی (۱۹۵۶)